# Ц. к.

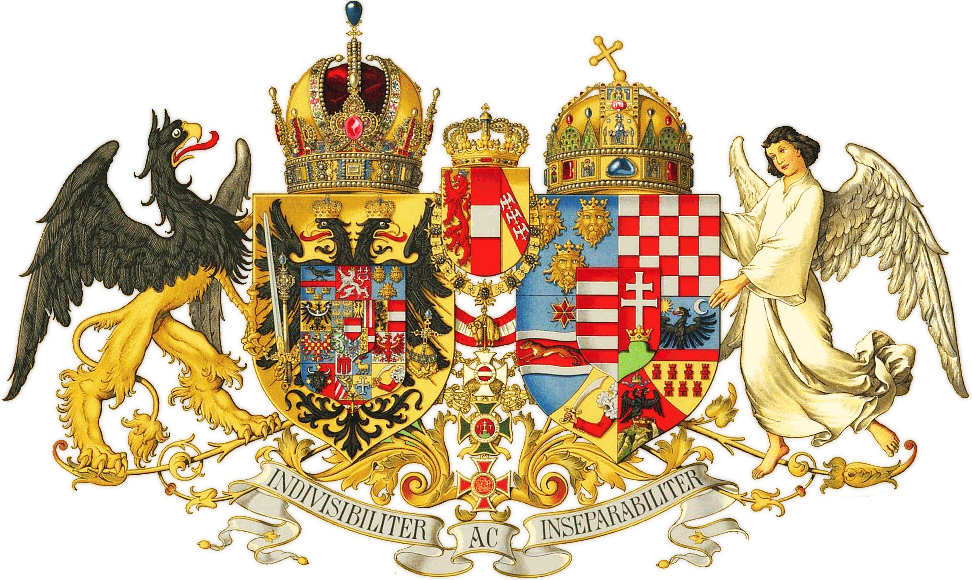
Середній цісарсько-королівський герб Австро-Угорщини (1915)

Ц. к., чи к. к. (нім. k. k.) — скорочення, яке виникло в Австрійській імперії як позначення для «кайзерівсько-королівський» або «цісарсько-королівський» (нім. kaiserlich-königlich), що застосовувалось до укладення Австро-угорського компромісу 1867 р. органами влади та державними установами усієї імперії. Потім, вже в Австро-Угорській імперії позначення більше стосувалося західної частини імперії (Цислейтанія або Стара Австрія, нім. Cisleithanien, Altösterreich).
Перша літера «k.» (kaiserlich, цісарський) означала титул «Цісар Австрії», друга «k.» (königlich, королівський) — титул «Король Угорщини». 
Після укладення австро-угорського компромісу в 1867 р. видозмінилося у k.u.k. (ц. і к., нім. K. und k.), що отримало чітке правове розмежування. Ц. і к. (Цісарський та королівський) позначало тільки спільні органи влади та державні установи обох частин імперії, особливо армії. При такому скороченні «ц. і к.» «к.» (королівський) відповідало окремому титулові короля Угорщини, який набували Габсбурґи після окремої коронації в Буді.